# José Joaquim dos Santos Silva
Joaquim José dos Santos Silva, barão de Itapetininga, (São Paulo, 16 de junho de 1799 — 11 de julho de 1876) foi um proprietário rural e empresário brasileiro.

## Biografia
Era filho de Joaquim José dos Santos e de Antônia Josefa Mendes da Silva. Casou-se com Ana Eufrosina Pereira Mendes, com quem teve uma filha, Maria Hipólita dos Santos Silva. Maria Hipólita se casou com o barão de São João do Rio Claro e, em segundas núpcias, com o marquês de Três Rios.
Em 1861, Itapetininga se casou em segundas núpcias com Corina de Sousa Castro, com quem teve outra filha, Antônia dos Santos; essa se casou com o conde de Prates, neto do barão de Antonina e cujo título fora concedido pelo Papa Leão XIII.
Com sua morte, em 11 de julho de 1876, sua viúva, Corina de Sousa Castro, casou-se em segundas núpcias com o barão de Tatuí, que foi morar no solar que era originalmente de Itapetininga, a "Chácara do Chá", no Vale do Anhangabaú, e que foi, posteriormente, demolido para a construção do primeiro Viaduto do Chá, em 1889. Tatuí e a viúva de Itapetininga chegaram a lutar na Justiça contra a desapropriação desse solar, que se constiuía em grande sobrado colonial de três andares.
Recebeu o título de Barão de Itapetininga por decreto imperial de 7 de junho de 1864. Foi deputado provincial na 4ª legislatura, de 1842 a 1843, além de ter sido suplente na 1ª.
Santos Silva foi homenageado com a Rua Barão de Itapetininga, na região central da capital de São Paulo, área que lhe pertencia.